# Dieter Bellmann

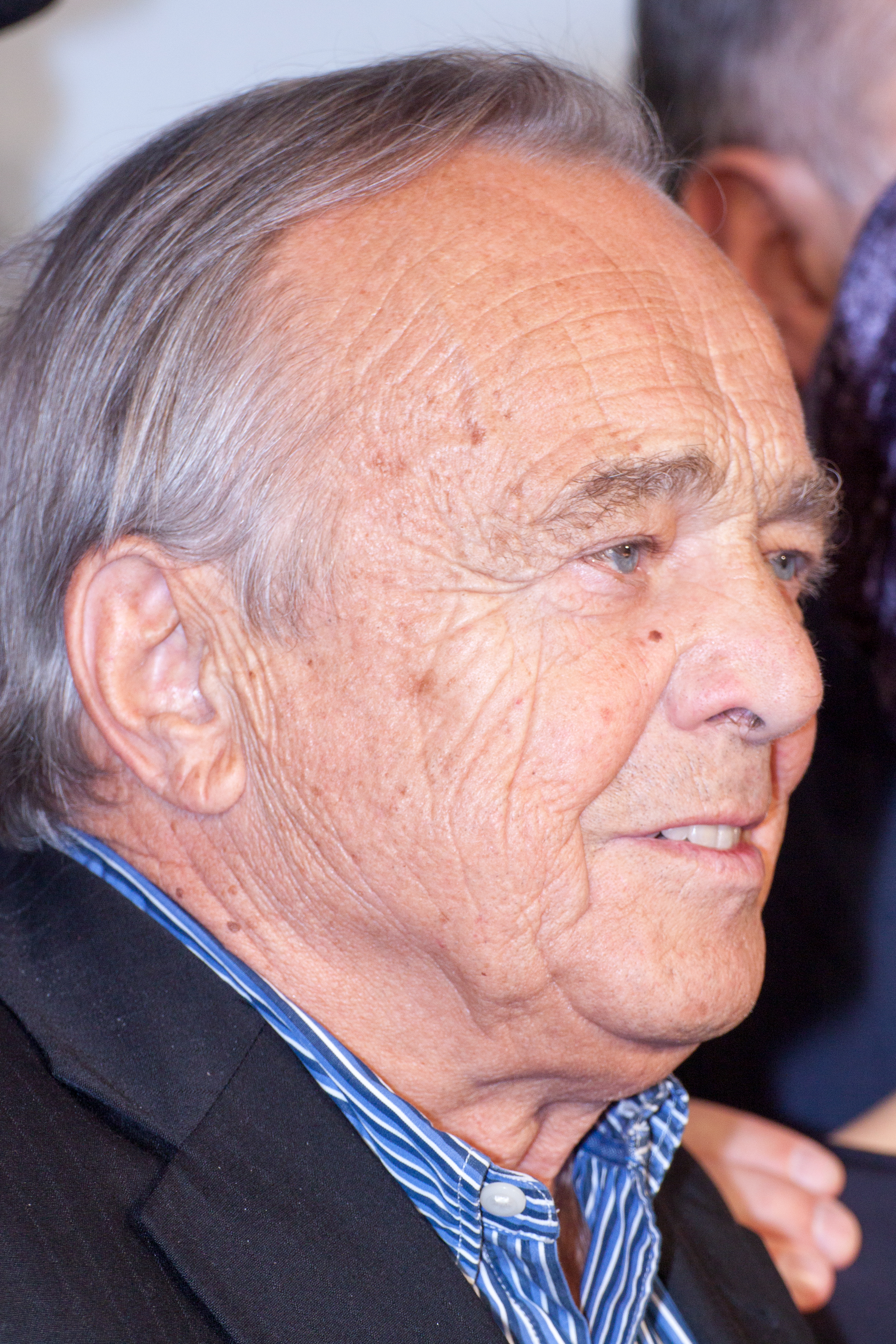
Dieter Bellmann (2015)

Dieter Bellmann (* 24. Juli 1940 in Dohna; † 20. November 2017 in Leipzig) war ein deutscher Schauspieler und Regisseur.

## Leben

### Karriere
Dieter Bellmann war Absolvent der Leipziger Theaterhochschule, die er von 1958 bis 1961 besuchte. Von 1961 bis 1967 war er am Theater Junge Generation in Dresden engagiert. Danach zog es ihn wieder zurück nach Leipzig. Er wirkte dort 30 Jahre lang bis 1997 am Schauspielhaus und war dort auch als Regisseur tätig. Von 1968 bis 1982 trat er in einem Dutzend Inszenierungen des Fernsehtheaters Moritzburg auf, beispielsweise in Alexander Nikolajewitsch Ostrowskis Dem Kater schmeckt zwar jede Maus … (1970), Frigyes Karinthys Der Zaubersessel (1975), Johann Friedrich Freiherr von Cronegks Der Mißtrauische (1976) und Helmut Grosz’ Reif für ’ne Kur (1982). Seine Liebe zum Kabarett zeigte er immer wieder durch Kabarettinszenierungen, z. B. mit einem Loriot-Abend in der Leipziger Funzel, der er bis zuletzt die Treue hielt.
Bellmanns markante und sonore Stimme wurde für Dokumentarfilme, Synchron- und Hörbuchproduktionen eingesetzt. Bereits in seiner Studienzeit hatte er als Sprecher gearbeitet. Für die Deutsche Zentralbücherei für Blinde zu Leipzig sprach er literarische Werke auf Tonband. Als Synchronsprecher lieh er seine Stimme u. a. James Mason, Alain Delon, Donald Sutherland, Jonathan Pryce, David Suchet, Maurice Roëves und Ennio Fantastichini.

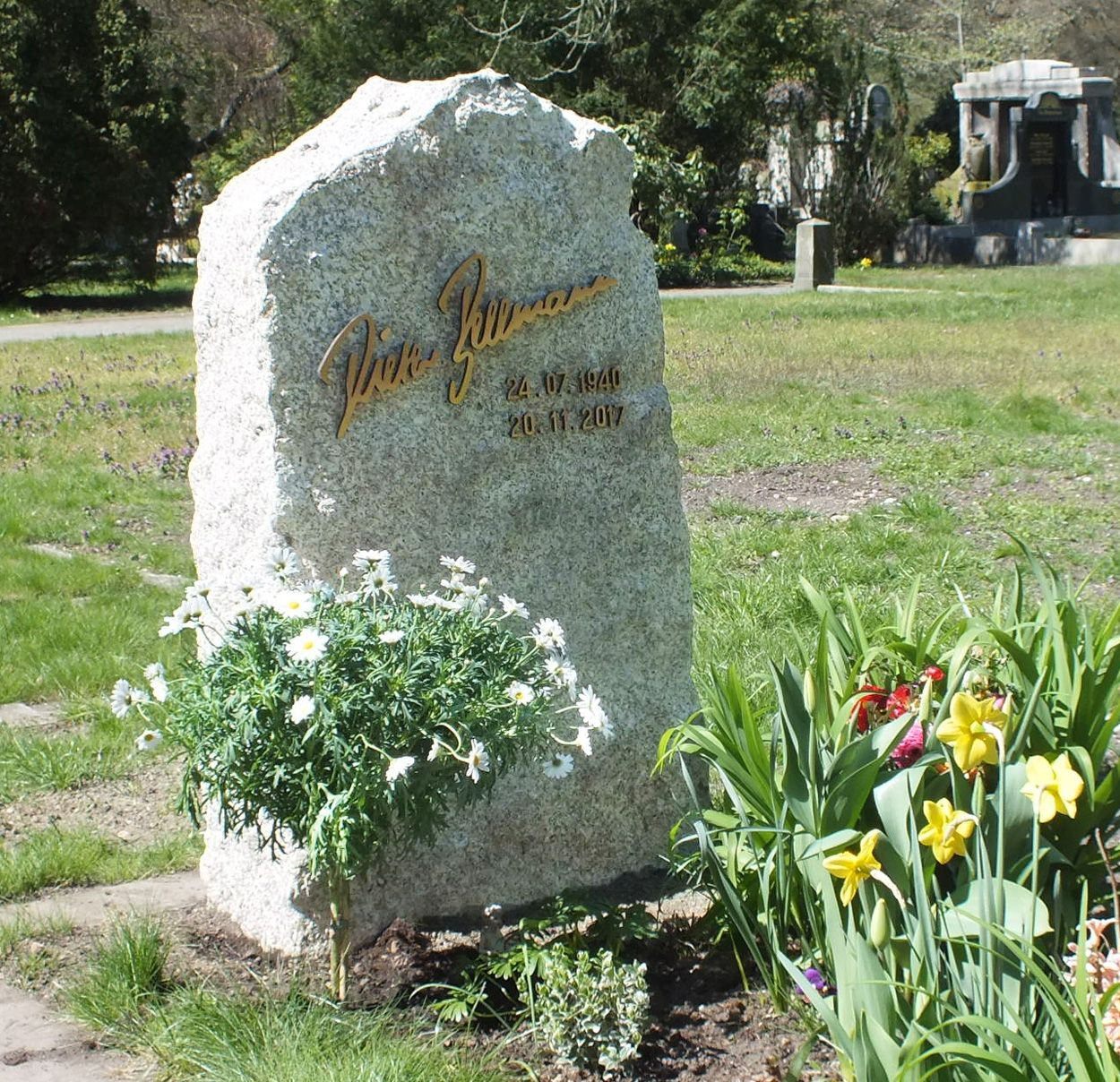
Seine Grabstätte auf dem Leipziger Südfriedhof

In den 1960er-Jahren begann Bellmanns Filmkarriere. DEFA-Produktionen von Kinder- und Märchenfilmen, bei denen er Regie führte, waren z. B. Dornröschen, Hase und Igel sowie Die verzauberten Brüder. In den 1970er und 1980er Jahren stand er für den DFF bzw. das Fernsehen der DDR in vielen Episoden des Polizeiruf 110 vor der Kamera. Von Oktober 1998 (Folge 1) bis Dezember 2014 (Folge 669) spielte Bellmann den Ärztlichen Direktor der fiktiven Sachsenklinik in Leipzig, Professor Gernot Simoni, in der ARD-Serie In aller Freundschaft und hatte auch später noch vereinzelte Gastauftritte in dieser Reihe sowie 2015 einen Gastauftritt in der Fernsehserie In aller Freundschaft – Die jungen Ärzte. In der Jugendserie Endlich Samstag spielte Bellmann den Bauer Lindemann. Auch als Fernsehregisseur begleitete Bellmann einige Produktionen.

### Ehrenamtliches Engagement
Bellmann engagierte sich als ehrenamtlicher Botschafter der Stiftung Kinderhospiz Mitteldeutschland Nordhausen e. V. in Tambach-Dietharz.

### Privates
Bellmann war bis zu seinem Tod in zweiter Ehe mit der Schauspielerin Astrid Höschel-Bellmann verheiratet und hatte mit ihr einen Sohn. Aus seiner ersten Ehe hatte er zwei weitere Söhne. 
Bellmann starb am 20. November 2017 im Alter von 77 Jahren. Sein Anwalt Christian Schertz widersprach der Angabe mancher Medien, er sei an einer angeblichen Krankheit gestorben, sondern erklärte, Bellmann sei „friedlich eingeschlafen“. Die Beerdigung fand auf dem Leipziger Südfriedhof statt.

## Filmografie

### Als Schauspieler
- 1963: Jetzt und in der Stunde meines Todes
- 1965: Die Abenteuer des Werner Holt
- 1966: Steinzeitlegende
- 1968: Rote Bergsteiger (Fernsehserie)
- 1968: Die Wolkenstürmer
- 1968: Der Mensch neben dir
- 1968: Die Dienstfahrt
- 1968: Hänschen in der Grube (Fernsehtheater Moritzburg)
- 1968: Die Toten bleiben jung
- 1969: Drei von der K (Fernsehserie, 1 Folge)
- 1969: Barents heißt unser Steuermann
- 1969: Aufregende Jahre
- 1971: Zollfahndung (Fernsehserie)
- 1973: Polizeiruf 110: Alarm am See (Fernsehreihe)
- 1973: Polizeiruf 110: Freitag gegen Mitternacht
- 1973: Die Zwillinge
- 1974: Wenn der Rosenkavalier kommt … (Fernsehtheater Moritzburg)
- 1974: Tschüß, bis Freitag (Fernsehtheater Moritzburg)
- 1975: Spätpodium: Als ich auf dem Wacholder saß (Fernsehtheater Moritzburg)
- 1975: Spätpodium: Tingel-Tangel oder Die Kunst zu unterhalten (Fernsehtheater Moritzburg)
- 1975: Liebe ist nicht immer blind (Fernsehtheater Moritzburg)
- 1975: Polizeiruf 110: Der Spezialist
- 1976: Unglück im Spiel (Fernsehtheater Moritzburg)
- 1976: Was kostet Martin die Welt
- 1978: Man kann nie wissen (Fernsehtheater Moritzburg)
- 1978: Polizeiruf 110: In Maske und Kostüm
- 1978: Ich zwing dich zu leben
- 1979: Lachtauben weinen nicht
- 1980: Polizeiruf 110: In einer Sekunde
- 1980: Dornröschen
- 1981: Besuch eines Herren
- 1981: Meschkas Enkel
- 1981/1988: Jadup und Boel
- 1982: Berlin, hier bin ich
- 1982: Polizeiruf 110: Petra
- 1983: Alfons Köhler
- 1984: Polizeiruf 110: Schwere Jahre Teil 1 und 2
- 1984: Wo andere schweigen
- 1985: Die Leute von Züderow (Fernsehserie)
- 1987: Bebel und Bismarck (TV-Dreiteiler)
- 1989: Die gläserne Fackel (TV-Mehrteiler)
- 1991: Heute sterben immer nur die andern
- 1998–2017: In aller Freundschaft (Fernsehserie)
- 2000–2001: Der Wunschpunsch (Sprecher)
- 2001: Die Braut meines Feindes
- 2001: Tatort – Verhängnisvolle Begierde (Fernsehreihe)
- 2002: Das Geheimnis meiner Mutter
- 2003: Tage des Sturms
- 2004: Geschichte Mitteldeutschlands – Das Magazin (Sprecher/Erzähler)
- 2006: Das unreine Mal
- 2007: Die Liebe ist ein Haus
- 2007: Endlich Samstag (Fernsehserie, 2 Folgen)
- 2007: SOKO Leipzig (Fernsehserie, 1 Folge)
- 2007: Alarm für Cobra 11 (Fernsehserie, 1 Folge)
- 2008: Zwischen Licht und Schatten
- 2011: In aller Freundschaft: Was wirklich zählt (Spielfilm)
- 2013: In aller Freundschaft: Bis zur letzten Sekunde (Spielfilm)
- 2015: In aller Freundschaft – Die jungen Ärzte (Fernsehserie, 1 Folge)
- 2016: Herzensbrecher – Vater von vier Söhnen (Fernsehserie, 1 Folge)

### Als Regisseur
- 1980: Dornröschen
- 1982: Der Hase und der Igel
- 1987: Gavroche
- 1988: Die verzauberten Brüder

## Hörspiele
- 1970: Hans-Ulrich Lüdemann: Prozeß ohne Urteil (Moderator) – Regie: Helmut Hellstorff (Hörspiel – Rundfunk der DDR)
- 1990: Hans Siebe: Leichensache Gröninger Forst – Regie: Walter Niklaus (Kriminalhörspiel – Rundfunk der DDR)
- 1993: Andreas Berger: Bankraub (Filialleiter) – Regie: Joachim Staritz (Kriminalhörspiel – MDR)
- 1999: Isaak Babel: Die Reiterarmee (Quartiermeister) – Regie: Joachim Staritz (Hörspiel (3 Teile) – MDR/DLR)

## Hörbücher (Auswahl)
- Bellmann liest Anton Tschechow, CD, 54 Min., Hörwerk Leipzig 2004, ISBN 978-3-86189-901-3.
- Dieter Bellmann liest: Das Weihnachtslied von Charles Dickens, 2 CDs, 124 Min., Hörwerk Leipzig 2004, ISBN 978-3-86189-914-3.
- Dieter Bellmann & Frank Fröhlich: Märchenhaft – Sagen und Legenden aus Thüringen, Fröhlich, Dresden 2009, ISBN 978-3-939669-13-5.